# Базе (БПЛА)
Базе — армянский малоразмерный беспилотный летательный аппарат, предназначенный для разведки и наведения артиллерийского огня.

## Характеристика
Малоразмерный БПЛА «Базе» имеет взлетную массу до 5,5 килограмма и размах крыла около 2,8 метра. Аппарат способен нести до 1,5 килограмма полезного груза. Его отсек полезной нагрузки и двигатель подняты над фюзеляжем, что таким образом позволяет обеспечить их сохранность при посадке. «Базе» может находиться в воздухе около часа, его радиус действия составляет 30 километров, а рабочая высота полета — до двух тысяч метров, максимальная – три тысячи. Крейсерская машины скорость аппарата — 80 км/ч, максимальная скорость — 100 км/ч.
Технические характеристики
- Длина: 1,6 м
- Размах крыла: 2,8 м
- Высота: 346 мм
- Масса пустого: 5,5 кг
- Масса снаряжённого: 7,0 кг

Лётные характеристики
- Максимальная скорость: 100 км/ч
- Крейсерская скорость: 80 км/ч
- Практический потолок: 2000 м

## Страны-эксплуатанты
- Армения